# 善化乡
善化乡是中国陕西省渭南市澄城县下辖的一个乡。

## 行政区划
善化乡下辖以下行政区：
居安村、团结村、什二村、尖咀村、马村、六家庄村、善化村、吉安村、严庄村、陇头村、张家洼村